# 北海風光圓舞曲
北海風光圓舞曲（德語：Nordseebilder）作品390，是小約翰史特勞斯的維也納華爾滋作品。

## 樂曲解說

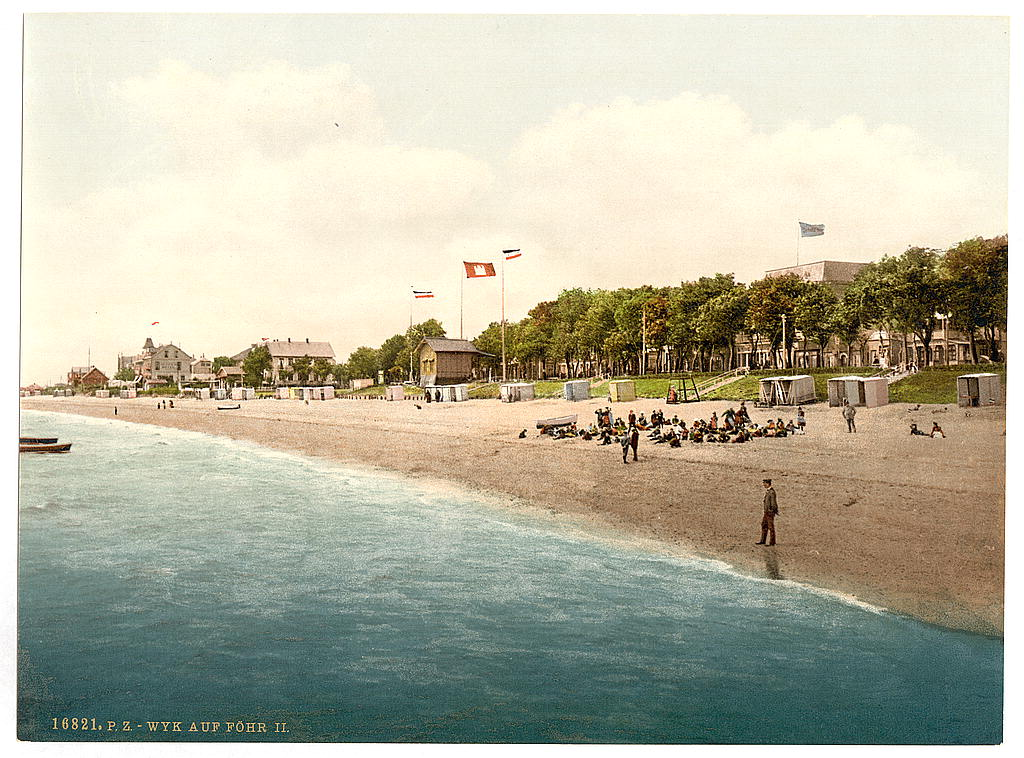
弗尔岛维克與北海風景（1890年～1900年攝影）

1879年夏天，小約翰史特勞斯聽從醫生的建議忠告，與妻子前往德意志帝國轄下的北海城市弗尔岛维克靜養。由於小島面北海，寓居此地的史特勞斯以潮差與海岸風景為發想，寫出一首以「海景」為題的華爾滋。這就是北海風光圓舞曲。
首演由當地的管弦樂團演出。維也納首演於1879年11月16日，胞弟愛德華指揮维也纳爱乐乐团在星期日的定期音樂會演出。同月30日，亦有小約翰史特勞斯本人指揮同樂團演出一次。

## 構成
序奏、三個小華爾滋、與尾聲構成。

第1華爾滋

## 來源
1. 1 2 3 4  ケンプ(1987).

## 外部連結
- ワルツ『北海の絵』：国际乐谱典藏计划上的乐谱
- Johann Strauss (Sohn) Nordseebilder / Walzer op. 390 (1879)（页面存档备份，存于） - ウィーン・ヨハン・シュトラウス管弦楽団（WJSO）による解説。